# Oplećani
Oplećani är en ort i Bosnien och Hercegovina.   Den ligger i entiteten Federationen Bosnien och Hercegovina, i den centrala delen av landet, 90 km väster om huvudstaden Sarajevo. Oplećani ligger 884 meter över havet och antalet invånare är 378.
Terrängen runt Oplećani är kuperad. Närmaste större samhälle är Tomislavgrad, 4,3 km väster om Oplećani. 
Trakten runt Oplećani består till största delen av jordbruksmark. Runt Oplećani är det ganska tätbefolkat, med 93 invånare per kvadratkilometer.